# PGC 2195795
LEDA/PGC 2195795 ist eine Galaxie im Sternbild Andromeda am Nordsternhimmel. Sie ist schätzungsweise 377 Millionen Lichtjahre von der Milchstraße entfernt und hat einen Durchmesser von etwa 80.000 Lichtjahren. Vom Sonnensystem aus entfernt sich das Objekt mit einer errechneten Radialgeschwindigkeit von näherungsweise 8.300 Kilometern pro Sekunde.

## Galaktisches Umfeld
| Nr. | Galaxie          | Alternativname          | Rek           | Dek           | Distanz/asec |
| --- | ---------------- | ----------------------- | ------------- | ------------- | ------------ |
| →   | LEDA/PGC 2195795 | 2MASX J02365903+4217006 | 02h36m59.03s  | +42d17m00.7s  | 0            |
| 1   | LEDA/PGC 9873    | UGC 2073                | 02h36m04.400s | +42d25m15.28s | 781.85       |
| 2   | LEDA/PGC 2193419 | 2MASX J02354683+4209257 | 02h35m46.827s | +42d09m25.35s | 922.98       |
| 3   | LEDA/PGC 2191033 | 2MASX J02365602+4201236 | 02h36m56.03s  | +42d01m23.7s  | 938.59       |